# Steve Furniss
Steven Charles "Steve" Furniss, född 21 december 1952 i Madison i Wisconsin, är en amerikansk före detta simmare.
Furniss blev olympisk bronsmedaljör på 200 meter medley vid sommarspelen 1972 i München.